# 서양접골목

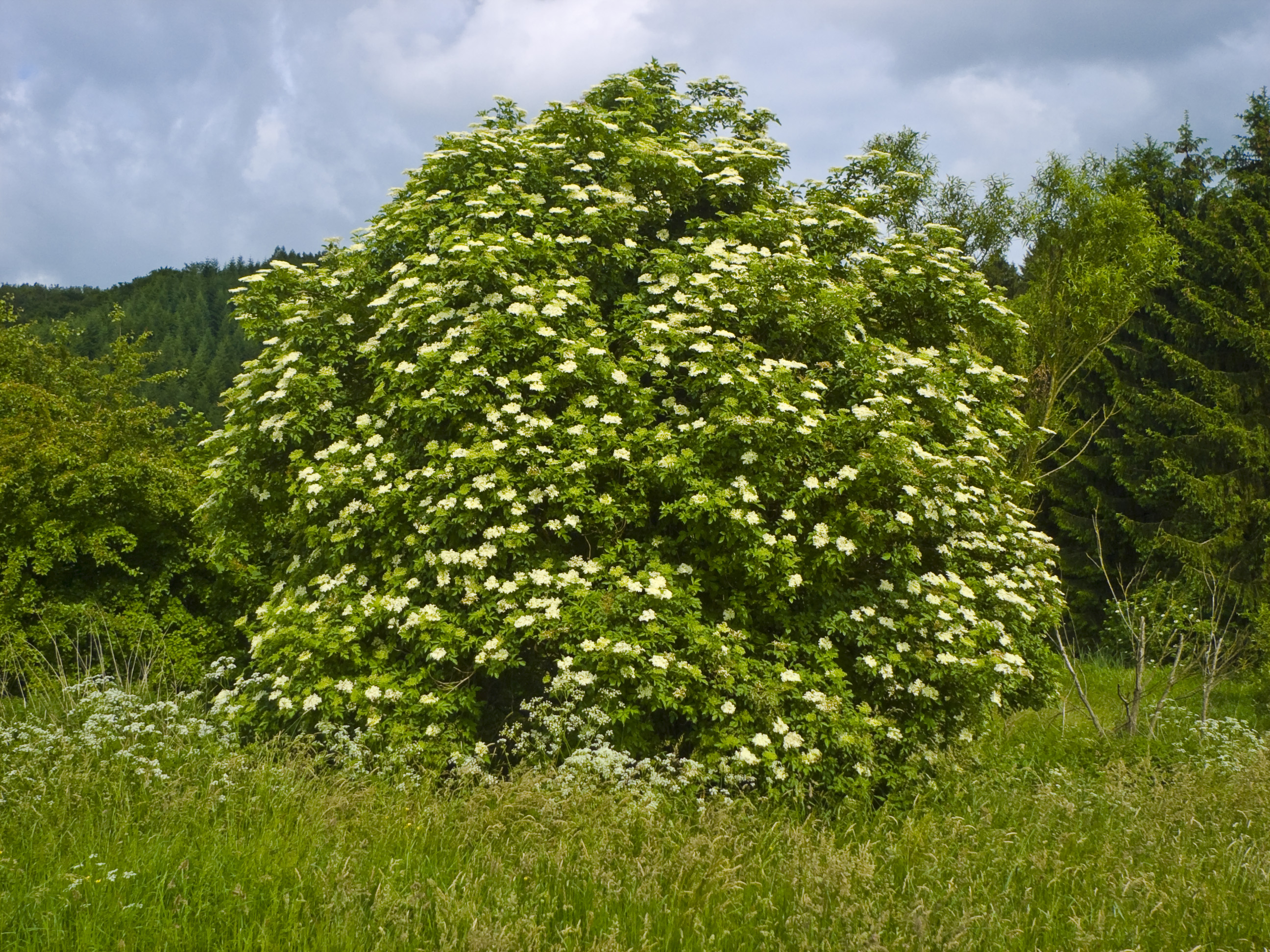

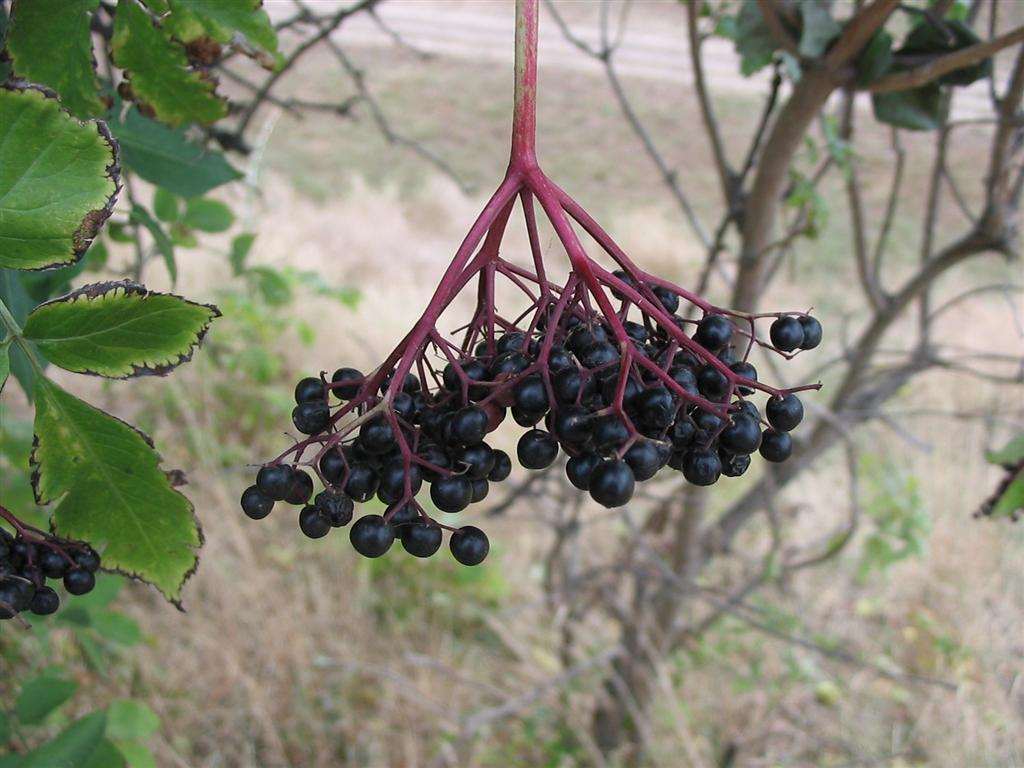
과실

서양접골목(Sambucus nigra, 삼버커스 니그라) 또는 서양딱총나무는 유럽과 북아메리카 대부분 지역에 자생하는 연복초과 속씨식물의 종 복합체이다. 향명으로 엘더(elder), 엘더베리(elderberry), 블랙 엘더(black elder), 유러피언 엘더(European elder), 유러피언 엘더베리(European elderberry), 유러피언 블랙 엘더베리(European black elderberry)이 있다. 주로 햇빛이 비치는 곳에서 습기가 많거나 건조한 토양을 포함한 다양한 조건에서 성장한다. 꽃과 베리 모두 오랫동안 요리용으로 사용되어왔으며 주로 코디얼과 포도주용으로 사용되었다.
엘더베리는 낙엽성 관목 또는 조그마한 나무로, 6미터 높이와 너비로 자라며 10미터 높이까지 자라는 경우도 있지만 드문 편이다.

## 경작 품종
- S. nigra f. laciniata (cut-leaved alder)[5]
- S. nigra f. porphyrophylla 'Eva'[6]
- S. nigra f. porphyrophylla 'Gerda'[7]